# Kevin Anderson (tenis)
Kevin Anderson (n. 18 mai 1986, Johannesburg, Africa de Sud) este un jucător profesionist de tenis din Africa de Sud, clasat pe locul 120 în lume. Cea mai bună clasare a carierei a fost locul 5 mondial. Anderson a fost finalist la US Open în 2017 și la Wimbledon în 2018. A câștigat 6 titluri ATP la simplu.  
El a jucat și trei sezoane la nivel de colegiu in SUA.

## Finale de Grand Slam

### Simplu: 2 (0–2)
| Rezultat | An   | Turneu    | Suprafață | Adversar       | Scor               |
| -------- | ---- | --------- | --------- | -------------- | ------------------ |
| Loss     | 2017 | US Open   | Ciment    | Rafael Nadal   | 3–6, 3–6, 4–6      |
| Loss     | 2018 | Wimbledon | Iarbă     | Novak Djokovic | 2–6, 2–6, 6−7(3−7) |

## Legături externe
- en Kevin Anderson (tenis) la Association of Tennis Professionals